# بالفور بیتی
بالفور بیتی (انگلیسی: Balfour Beatty) شرکت ساخت‌وساز بریتانیایی است، که در سال ۱۹۰۹ توسط جرج بالفور تأسیس شد.